# Дихтярь, Адель Борисовна
Адель Борисовна Дихтярь, известная как Ада Дихтярь (род. 1938) — советская и российская журналистка и писательница.

## Биография
Окончила филологический факультет Саратовского университета.
В 1961 году по направлению ЦК ВЛКСМ вместе с мужем (журналистом Адольфом Борисовичем Дихтярем) отправилась на целину в город Целиноград Казахской ССР для создания краевой газеты «Молодой целинник», где работала литературным сотрудником до выхода последнего номера газеты 31 декабря 1965 года.
С 1966 по 1970 гг. — редактор и корреспондент молодежной редакции Всесоюзного радио (радиостанции «Юность»). Провела вместе с журналистом Владимиром Фрейдином и киносценаристом Львом Аркадьевым журналистское расследование по установлению имени Марии Брускиной, участницы минского подполья, казнённой в 1941 году. 17 ноября 1970 года Ада Дихтярь вышла в эфир радиостанции «Юность» с часовой передачей «Неизвестная». Однако реакция официальных инстанций на идентификацию девушки была отрицательной. Как пишет историк Яков Басин, после разрыва дипломатических отношений между СССР и Израилем из-за Шестидневной войны в стране началось усиление антисемитских настроений, и идентификация героини подполья как еврейки оказалась противоречащей идеологической позиции власти. На совещании, которое вёл первый секретарь ЦК КПБ П. М. Машеров, один из ораторов заявил, что «люди с нечистыми руками и нечистой совестью провели тщательно завуалированную сионистскую акцию». Журналисты Владимир Фрейдин и Ада Дихтярь, занимавшиеся сбором материалов для установления личности М. Брускиной, были вынуждены сменить работу. В первом номере литературного ежегодника «Год за годом» за 1985 год опубликована документальная повесть киносценариста Льва Аркадьева и журналистки Ады Дихтярь «Неизвестная». 21 октября 1997 года Мемориальный музей Холокоста посмертно наградил Машу Брускину медалью Сопротивления со следующей формулировкой: «Маше Брускиной. Присуждено посмертно в память о её мужественной борьбе со злом нацизма и стойкости в момент последнего испытания. Мы всегда будем помнить и чтить её». Эта медаль передана на хранение Льву Аркадьеву и Аде Дихтярь.
Судьбу Маши Брускиной разделила её знакомая Соня Идельсон, о которой писали Ада Дихтярь и журналист Григорий Розинский (Цви Раз).
В 1974 году первой написала книгу о БАМе.

## Сочинения
- О подвиге и о себе : письма целинников / отобрала и прокомментировала Адель Дихтярь. — Алма-Ата: Казахстан, 1966. — 130 с.
- Дихтярь, А. БАМ. Старт // Работница. — 1974. — Август (№ 8). — С. 1—3.
- Дихтярь, Ада. БАМ : Начало. — Москва: Мол. гвардия, 1974. — 47 с.
- Дорога мужества и героизма. БАМ. Выпуск 1 : [Комплект открыток] / Фото Ю. Васильева, А. Лехмуса; автор текста А. Дихтярь. — Москва: Планета, 1976.
- Дорога мужества и героизма. БАМ. Выпуск 8 : [Комплект открыток] / Фото В. Коробкова; Авт. текста А. Дихтярь. — Москва: Планета, 1980. — (Стройки десятой пятилетки).
- Дорога мужества и героизма. БАМ. Выпуск 9 : [Комплект открыток] / Фото А. Бойцова, Л. Жураковского, В. Матвиевского, Е. Облезова; автор текста А. Дихтярь. — Москва: Планета, 1981. — (Стройки десятой пятилетки).
- Дорога мужества и героизма. БАМ. Выпуск 10 : [Комплект открыток] / Фото А. Лехмуса, А. Бойцова, Е. Облезова; Авт. текста А. Дихтярь. — Москва: Планета, 1983. — (Стройки одиннадцатой пятилетки).
- Аркадьев Л., Дихтярь А. Неизвестная. Документальная повесть // Год за годом : Литературный ежегодник. — М.: Советский писатель, 1985. — № 1. — С. 265—307.
- Дихтярь, Ада. Наташа. — М.: Изд-во Агентства печати «Новости», 1989. — 77 с.
- Дихтярь, Ада. От весны до весны. — М.: Политиздат, 1989. — 222 с. — ISBN 5-250-00999-9.
- Дети войны / редакторы Ада Дихтярь, Зоя Криминская. — Издательские решения, 2020. — 262 с. — ISBN 978-5-4498-4538-2.
- Дихтярь, Ада. Созвездие Летающих Псов. — Издательские решения, 2021. — 137 с. — ISBN 978-5-0055-0806-5.
- Дихтярь, Ада. Первый. — Издательские решения, 2021. — 505 с. — ISBN 978-5-0053-9344-9.